# Une autre vie (album)
 (novembre 2017).
Si vous disposez d'ouvrages ou d'articles de référence ou si vous connaissez des sites web de qualité traitant du thème abordé ici, merci de compléter l'article en donnant les références utiles à sa vérifiabilité et en les liant à la section « Notes et références ».
Une autre vie est un album de Claude Barzotti, sorti en 2012.

## Liste des titres
| No  | Titre                      | Durée |
| --- | -------------------------- | ----- |
| 1.  | C'est notre histoire       |       |
| 2.  | Mademoiselle M S           |       |
| 3.  | La maison est à vendre     |       |
| 4.  | Ma fille se marie          |       |
| 5.  | Une autre vie              |       |
| 6.  | Je ne t'aime plus          |       |
| 7.  | Je reviens d'un voyage     |       |
| 8.  | Je te reconnaitrai         |       |
| 9.  | L'amitié                   |       |
| 10. | La route qui mène chez toi |       |
| 11. | Pardonne moi si je t'aime  |       |
| 12. | Si tu as dix minutes       |       |
| 13. | Et je t'attends            |       |
| 14. | Ce qui était n'est plus    |       |